# Rigidoporus malayanus
Rigidoporus malayanus är en svampart som först beskrevs av Corner, och fick sitt nu gällande namn av T. Hatt. 2003. Rigidoporus malayanus ingår i släktet Rigidoporus och familjen Meripilaceae.   Inga underarter finns listade i Catalogue of Life.